# Jalen Jones (calciatore)
Jalen Anthony Jones (Tooting, 13 novembre 1998) è un calciatore guyanese con cittadinanza britannica, difensore dell'Oxford City e della nazionale guyanese.

## Carriera

### Club
Ha giocato con vari club delle serie minori inglesi, arrivando fino alla sesta divisione, e nella quarta divisione svedese.

### Nazionale
Nel 2022 ha esordito nella nazionale guyanese.